# Castrul roman de la Federi
Castrul roman se află la circa 400 m est de localitatea Federi, județul Hunedoara.